# Ace Ventura: Pet Detective
Ace Ventura: Pet Detective (1994) is een Amerikaanse komedie geregisseerd door Tom Shadyac. Hoofdrolspelers zijn Jim Carrey en Courteney Cox. Dan Marino, de voormalige quarterback van de Miami Dolphins, speelt eveneens een rol.
Ondanks dat Carrey werd genomineerd voor een Razzie betekende deze film zijn doorbraak als komediefilmacteur, nadat hij eerder bekendheid verwierf door zijn rol in de komedieserie In Living Color. Na Pet Detective maakten Carrey en regisseur Shadyac nog twee films samen, Liar Liar en Bruce Almighty.
Ace Ventura: Pet Detective kreeg een jaar later een vervolg, getiteld Ace Ventura: When Nature Calls en een tekenfilmserie op de Amerikaanse zender CBS. In maart 2009 verscheen het derde deel in de serie getiteld Ace Ventura Jr: Pet Detective als televisiefilm en zonder Carrey.

## Verhaal
Privédetective Ace Ventura (Jim Carrey) is gespecialiseerd in het opsporen van vermiste dieren. Op een dag is de mascotte van het American Footballteam de Miami Dolphins ontvoerd. Ace gaat op onderzoek uit en komt erachter dat Ray Finkle (Sean Young) de dader is. Ray bleek namelijk al jaren jaloers te zijn op het succes van Dan Marino. Aan het eind van de film vindt Ace de mascotte (een dolfijn genaamd Snowflake) net op tijd terug, zodat de mascotte aanwezig kan zijn bij de Super Bowl.

## Rolverdeling
| Acteur           | Personage                 |
| ---------------- | ------------------------- |
| Jim Carrey       | Ace Ventura               |
| Courteney Cox    | Melissa Robinson          |
| Sean Young       | Lois Einhorn / Ray Finkle |
| Tone Loc         | Emilio (als Tone Lõc)     |
| Dan Marino       | Zichzelf                  |
| Noble Willingham | Riddle                    |
| Udo Kier         | Ron Camp                  |
| John Capodice    | Brigadier Aguado          |
| Troy Evans       | Roger Podacter            |
| Raynor Scheine   | Woodstock                 |
| Judy Clayton     | Martha Mertz              |
| Alice Drummond   | Mrs. Finkle               |
| Bill Zuckert     | Mr. Finkle                |
| Rebecca Ferratti | Sexy vrouw                |

## Citaten
- Melissa: You really love animals, don't you? 
Ace Ventura: If it gets cold enough.
- Dan Marino: Hey Ace, got anymore of that gum? 
Ace Ventura: That's none of your damn business and I'll thank you to stay out of my personal affairs.
- Melissa: Did you have any trouble getting in?  
Ace Ventura: No, the guy with the rubber glove was surprisingly gentle.

## Prijzen en nominaties
- 1994 MTV Movie Awards
 Genomineerd: Best Comedic Performance (Jim Carrey)
- 1995 ASCAP Film and Television Music Awards
 Gewonnen: Top Box Office Films (Ira Newborn)
- 1995 Blockbuster Entertainment Awards
 Gewonnen: Favorite Actor Comedy, On Video (Jim Carrey) 
 Gewonnen: Favorite Male Newcomer, On Video (Jim Carrey)
- 1995 Kids' Choice Awards
 Gewonnen: Favorite Movie Actor (Jim Carrey) 
 Genomineerd: Favorite Movie
- 1995 London Critics Circle Film Awards 
 Gewonnen: Newcomer of the Year (Jim Carrey)
- 1995 Razzie Awards
 Genomineerd: Worst New Star (Jim Carrey)

## Trivia
- De band Cannibal Corpse is te zien in de film.